# Вулиця Милашенкова (станція монорейки)
55°49′18″ пн. ш. 37°35′28″ сх. д. / 55.82167° пн. ш. 37.59111° сх. д.
«Вулиця Милашенкова» (рос. Улица Милашенкова) — станція Московської монорейки. Розташована між станціями «Тимірязєвська» та «Телецентр». Розташована на території Бутирського району Північно-Східного адміністративного округу Москви. Перехід на станцію метро «Фонвізінська» Люблінсько-Дмитровської лінії.

## Технічна характеристика
Конструкція станції — естакадна з острівної платформою, споруджена за індивідуальним проектом.

## Вестибулі та пересадки
Вихід на вулицю Милашенкова, Огородний проїзд, вулицю Фонвізіна. Посадка на автобус № 12, 19, 23, 76, 126, т3, т29. У пішій доступності розташована платформа «Останкіно» та станція «Фонвізінська» Люблінсько-Дмитровської лінії Московського метрополітену.